# Consecuencia lógica
En lógica, la consecuencia lógica es la relación entre las premisas y la conclusión de un argumento deductivamente válido. La relación de consecuencia lógica es un concepto central a la lógica. Dos características generalmente aceptadas de la relación de consecuencia lógica son que es «necesaria» y además «formal».

## Definición
Se dice que una fórmula bien formada {\displaystyle \tau } es consecuencia semántica de un conjunto de fórmulas {\displaystyle \Gamma } si y solo si toda asignación de verdad de las proposiciones atómicas que forman parte de {\displaystyle \Gamma } y {\displaystyle \tau } satisface a todas las fórmulas de {\displaystyle \Gamma } y a la fórmula {\displaystyle \tau },
{\displaystyle \Gamma \models \tau }

## Explicaciones de la consecuencia lógica
En esta sección se introducen algunas explicaciones conocidas de la noción de consecuencia lógica.

### Consecuencia semántica
Una manera estándar de caracterizar a la noción de consecuencia lógica es a través como de teoría de modelos. A la noción de consecuencia lógica definida de esta manera se la llama consecuencia semántica, para distinguirla de otras concepciones de la misma noción. Según esta estrategia, una conclusión es una consecuencia lógica de las premisas cuando es imposible que las premisas sean verdaderas y la conclusión falsa. O dicho más precisamente, cuando toda interpretación que hace verdaderas a las premisas también hace verdadera a la conclusión. Es decir, cuando todo modelo de las premisas es también un modelo de la conclusión.
Cuando una conclusión A es una consecuencia semántica de un conjunto de premisas {\displaystyle \Gamma } en un lenguaje formal L, se escribe:
{\displaystyle \Gamma \models _{L}A}

### Consecuencia sintáctica
Otra manera de caracterizar a la relación de consecuencia lógica es a través de la teoría de la demostración. A la noción de consecuencia lógica definida de esta manera se la llama consecuencia sintáctica, para distinguirla de otras concepciones de la misma noción. Según esta estrategia, una conclusión es una consecuencia lógica de las premisas cuando existe una demostración de la conclusión a partir de las premisas. Es decir cuando, usando solamente las premisas, los axiomas y las reglas de inferencia permitidas, es posible construir una derivación de la conclusión.
Cuando una conclusión A es una consecuencia sintáctica de un conjunto de premisas {\displaystyle \Gamma } en un sistema formal S, se escribe:
{\displaystyle \Gamma \vdash _{S}A}